# Theodor I Calliopas

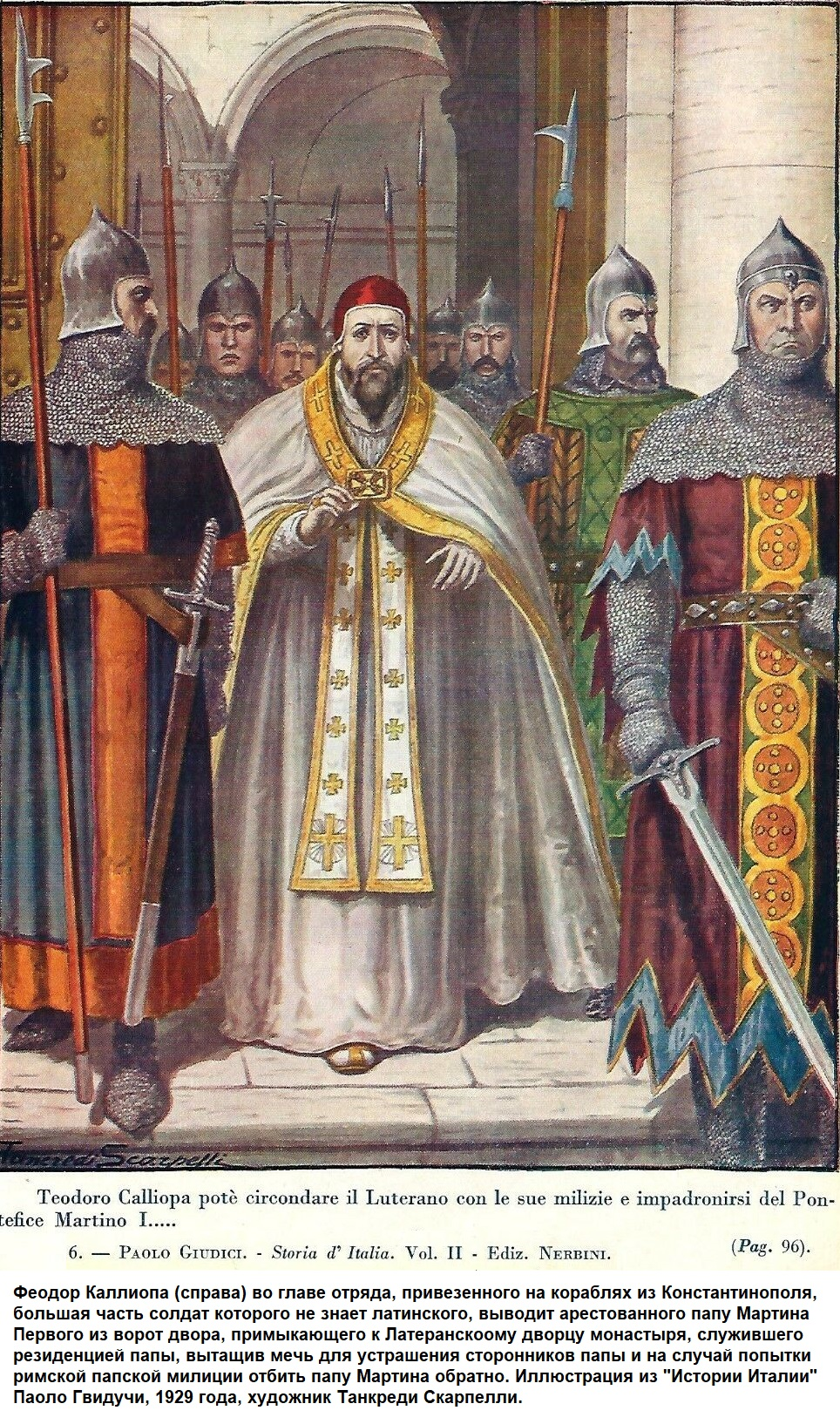
Din ordinul împăratului bizantin Constant al II-lea, exarhul Ravennei Theodor Calliopas (din dreapta), în fruntea unui detașament adus pe corăbii de la Constantinopol, ai cărui soldați nu cunosc latina, îl scot pe Papa Martin I pe poarta curtii mânăstirii. Calliopas ține o sabie în mână pentru a-i intimida pe susținătorii Papei.

Theodor Calliopas (în limba greacă: Θεόδωρος Καλλιοπάς) a fost exarh bizantin de Ravenna în două rânduri (643–cca. 645 și 653–înainte de 666).
Nu se cunoaște nimic despre primul mandat ocupat de Theodor ca exarh de Ravenna, în afară că i-a succedat în funcție lui Isaac în anul 643 și că a fost la rândul său înlocuit de exarhul Platon în jurul anului 645.
Ca urmare a morții lui Olympius în 652, Theodor Calliopas a revenit în funcție. În continuare, el a trebuit să ducă la îndeplinire misiunile primite de predecesorul său, printre care aceea de a-l aresta pe papa Martin I. Exarhul a pătruns în Roma în 653, după care l-a capturat pe papă din Lateran. Papa a fost trimis pe o corabie în insula Naxos. După aceea, Theodor a încercat, fără succes, să îi convingă pe romani să aleagă un nou episcop de Roma și abia anul următor Eugeniu I a devenit papă. Înainte de 666, Theodor a fost urmat în funcția de exarh de către Grigore.